# Franco Gandini
Franco Gandini (ur. 28 lipca 1936 w Parmie) – włoski kolarz torowy i szosowy, złoty medalista olimpijski oraz dwukrotny medalista mistrzostw świata.

## Kariera
Pierwszy sukces w karierze Franco Gandini osiągnął w 1956 roku, kiedy wspólnie z Leandro Fagginem, Valentino Gasparellą, Antonio Domenicali i Virginio Pizzalim zdobył złoty medal w drużynowym wyścigu na dochodzenie podczas igrzysk olimpijskich w Melbourne. Na rozgrywanych rok później torowych mistrzostwach świata w Liège zdobył srebrny medal w indywidualnej rywalizacji amatorów, ulegając jedynie swemu rodakowi Carlo Simonighowi. Ostatni medal zdobył podczas mistrzostw świata w Paryżu w 1958 roku, gdzie w indywidualnym wyścigu na dochodzenie zawodowców zajął trzecie miejsce, przegrywając tylko z Francuzem Rogerem Rivière oraz Leandro Fagginem.